# Rumänischer Eishockeypokal 2002/03
Der Rumänische Eishockeypokal, rumänisch Cupa României la Hochei pe gheață wird seit 1969 ausgetragen.

## Teilnehmer und Modus
An der Austragung des Rumänischen Eishockeypokals im Jahre 2002 nahmen sechs der sieben Mannschaften der vorjährigen Rumänischen Liga teil.
Wie gewohnt wurde der Pokal zu Saisonbeginn ausgespielt. Er diente gleichzeitig als Qualifikation für die neue Erste Division, in der sich Dinamo Bukarest und Progym Gheorgheni sich neben den Spitzenteams Steaua Bukarest und SC Miercurea Ciuc qualifizierten.
In zwei Gruppen qualifizierte sich jeweils der Sieger für das Finale. Die Gruppe A bestand aus den drei Bukarester Mannschaften. Die anderen Mannschaften spielten in der Gruppe B. Es fand jeweils nur ein Spiel ohne Rückspiel statt. Das Finale wurde im Modus Best-of-Three durchgeführt.
| Steaua Bukarest   | Dinamo Bukarest             | Sportul Studențesc Bukarest | HC Csíkszereda |
| SC Miercurea Ciuc | CS Progym-Apicom Gheorgheni | CSM Dunărea Galați          |                |

## Gruppenphase

### Gruppe A
| 27. September 2002 | Steaua Bukarest | 6:2 | Dinamo Bukarest | Bukarest |

| 28. September 2002 | Sportul Studențesc Bukarest | 1:10 | Steaua Bukarest | Bukarest |

| 29. September 2002 | Dinamo Bukarest | 1:1 | Sportul Studențesc Bukarest | Bukarest |

| Platz | Verein                      | Sp. | S | U | N | Tore | Pkt |
| ----- | --------------------------- | --- | - | - | - | ---- | --- |
| 1     | Steaua Bukarest             | 2   | 2 | 0 | 0 | 16:3 | 4   |
| 2     | Dinamo Bukarest             | 2   | 0 | 1 | 1 | 3:7  | 1   |
| 3     | Sportul Studențesc Bukarest | 2   | 0 | 0 | 1 | 2:11 | 1   |

### Gruppe B
| 27. September 2002 | SC Miercurea Ciuc | 15:0 | CSM Dunărea Galați | Gheorgheni |

| 27. September 2002 | CS Progym-Apicom Gheorgheni | 14:0 | HC Csíkszereda | Gheorgheni |

| 28. September 2002 | HC Csíkszereda | 1:17 | SC Miercurea Ciuc | Gheorgheni |

| 28. September 2002 | CSM Dunărea Galați | 0:8 | CS Progym-Apicom Gheorgheni | Gheorgheni |

| 29. September 2002 | HC Csíkszereda | 1:5 | CSM Dunărea Galați | Gheorgheni |

| 29. September 2002 | CS Progym-Apicom Gheorgheni | 1:6 | SC Miercurea Ciuc | Gheorgheni |

| Platz | Verein                   | Sp. | S | U | N | Tore | Punkte |
| ----- | ------------------------ | --- | - | - | - | ---- | ------ |
| 1     | SC Miercurea Ciuc        | 3   | 3 | 0 | 0 | 38:2 | 6      |
| 2     | Progym-Apicom Gheorgheni | 3   | 2 | 0 | 1 | 23:6 | 4      |
| 3     | CSM Dunărea Galați       | 3   | 1 | 0 | 2 | 5:23 | 2      |
| 4     | HC Csíkszereda           | 3   | 0 | 0 | 3 | 2:36 | 0      |

## Qualifikation für die Division I
Spiele fanden am 4. und 5. Oktober 2002 statt.
| Oktober 2002 | Sportul Studențesc Bukarest | 1:1 | Dinamo Bukarest |  |

| Oktober 2002 | Progym Gheorgheni | 8:0 | Dunarea Galati |  |

| Oktober 2002 | Dinamo Bukarest | 10:2 | Dunarea Galati |  |

| Oktober 2002 | Progym Gheorgheni | 9:2 | Sportul Studențesc Bukarest |  |

| Oktober 2002 | Sportul Studențesc Bukarest | 4:4 | Dunarea Galati |  |

| Oktober 2002 | Progym Gheorgheni | 3:9 | Dinamo Bukarest |  |

## Finale
|  | Steaua Bukarest | 5:3 (1:1, 3:0, 1:2) | SC Miercurea Ciuc |  |

|  | SC Miercurea Ciuc | 2:1 n. V. (0:0, 1:1, 0:0, 1:0) | Steaua Bukarest |  |

|  | Steaua Bukarest | 5:4 n. V. (0:1, 2:1, 2:2, 1:0) | SC Miercurea Ciuc |  |

Damit hatte der Seriensieger Steaua Bukarest erneut gewonnen.